# Sitticus sinensis
Sitticus sinensis är en spindelart som beskrevs av Schenkel 1963. Sitticus sinensis ingår i släktet Sitticus och familjen hoppspindlar. Inga underarter finns listade i Catalogue of Life.